# Marcel Aubé
Mars
Marcel Aubé est un musicien et compositeur originaire de Brest. Bassiste, il a tourné et enregistré avec des artistes de la pop française et bretonne : Étienne Daho, Hubert Félix Thiéfaine, Zazie, Alan Stivell, Dan Ar Braz... Multi-instrumentiste, il a également appris en autodidacte la vièle chinoise (erhu), le luth-lune, le bouzouki, le guembri. Luthier, il a inventé des instruments comme une vièle électrique. Compositeur, il se produit sous son pseudonyme Mars.

## Biographie

### Le temps des explorations
Marcel Aubé est originaire de Brest en Bretagne. Jeune, il apprend le violon avec sa maman, la guitare à partir de 14 ans et enfin la basse. Plus tard, influencé par les musiques traditionnelles, il est attiré par des instruments venus d'autres cultures. Il passe par l'École des beaux-arts de Brest et réalise ses premières scène comme bassiste avec Les Mustangs. Dans les orchestres d’hôtels, il apprend des répertoires de danse notamment et la rigueur de jeu.
Après quelques allers-retours entre la Normandie et la Bretagne, Marcel part sur les routes : en Espagne, il joue avec Phoebus, un groupe de reprises. À Granville, il rencontre le guitariste Pierre Chaze (qui jouera avec Alan Jack Civilization et Jacques Higelin) avec qui il fonde Forte Écume, un groupe de musique expérimentale, choix fréquent à l'époque. Puis il passe six mois au Maroc, dans une communauté hippie dans la Vallée du Paradis, là où avait séjourné Jimi Hendrix.

### De la chanson française à la musique chinoise
De retour en Bretagne, Marcel se pose à Rennes où il joue avec P3B, Ubik, rencontre Frédéric Renaud, Xavier "Tox" Géronimi et Pascal Obispo, joue avec Christian Dargelos dans une nouvelle mouture des Nus. En 1988, il remplace en urgence le bassiste du groupe d'Étienne Daho, qui finalement ne reviendra pas, et apprend les 25 chansons de la tournée Pour nos vies martiennes en trois jours, car une semaine plus tard, il est sur la scène du Zénith de Paris (Live ED). Dans les années 1990, Marcel Aubé est le bassiste attitré du chanteur rennais, participant à plusieurs albums et tournées jusqu'au début des années 2000. En 1990, Étienne Daho produit le premier album Café des 2 mondes du groupe Les Valentins. Ses musiciens habituels, les bretons Xavier "Tox" Géronimi à la guitare et Marcel Aubé dit "Marchello B" à la basse, participent à l'enregistrement. L'été 1993 paraît leur deuxième album, en partie écrit au cours de la tournée Paris Ailleurs de Daho. Marcel Aubé a notamment écrit La nuit de plein soleil et il apparaît sur la pochette, aux côtés d’Édith Fambuena, Jean-Louis Pierot et du batteur anglais Stephen Irvine.
En 1992, lors d’une tournée en Chine, alors qu'il accompagne le chanteur rennais Patrick Gaspard et Les Goélands de l'Atlantique, Marcel Aubé entend la vièle chinoise dans son taxi qui l'emmène dans un magasin de musique, alors que le reste du groupe fait du tourisme sur la muraille. Il tombe amoureux de cet instrument traditionnel, le erhu, sorte de violon à deux cordes. Il en achète deux pour mieux faire connaissance avec leur « voix intérieur » et interprète un air traditionnel sur la dernière date de la tournée devant le public chinois conquis. À son retour en France il poursuit avec rigueur son apprentissage et approfondit sa connaissance de la culture chinoise. En connexion avec ses propres racines musicales, il développe peu à peu son langage entre Orient et Occident, tradition et modernité.
Surnommé « Chichon », il est le bassiste de la tournée Fragments d'hébétude d'Hubert Félix Thiéfaine, dont une captation donne lieu à l'album live Paris-Zénith en 1995. En plus de la basse, il intègre son violon à la musique de Thiéfaine mais aussi de Daho (Duel au soleil), Zazie, Daniel Lavoie, Seu Jorge. Surnommé « Mr Groove », il joue du blues avec son ami brestois Patrick Cany,.

### La scène bretonne et la musique folk
En 2000, il accompagne le harpeur Alan Stivell en studio pour l'album Back to Breizh et sur la tournée Back to Breizh pendant deux ans, comme en témoigne la captation au festival interceltique de Lorient dans le coffret CD/DVD Parcours. En 2003, il intègre sa basse et son erhu à d'autres albums d'artistes discrets médiatiquement mais dont le succès populaire est grand : Mylène Farmer, Denez Prigent  (Sarac'h), Zazie (en tournée également pour les deux derniers). Pascal Obispo lui demande de jouer sur quatre morceaux de l'album qu'il produit pour Isabelle Adjani . Prévu pour 2007, cet album n'est jamais paru.
En 2006, il consacre un album de 11 mélodies originales, composées avec l'aide de Frank Darcel et conduites par le Er-hu. Étienne Daho au chant, la pianiste Jia Zhong ainsi que le trompettiste Eric Le Lann apportent leur touche personnelle à l'ensemble baptisé Dragonfly. Il est nommé au grand prix du disque du Télégramme. Sur scène pour les prestations qui suivent, il est accompagné par le pianiste Jean-Marc Illien, qui a notamment collaboré avec Denez Prigent. La série de concerts le conduit jusqu'à Shangaï, où il arrive à toucher les chinois durant les spectacles.

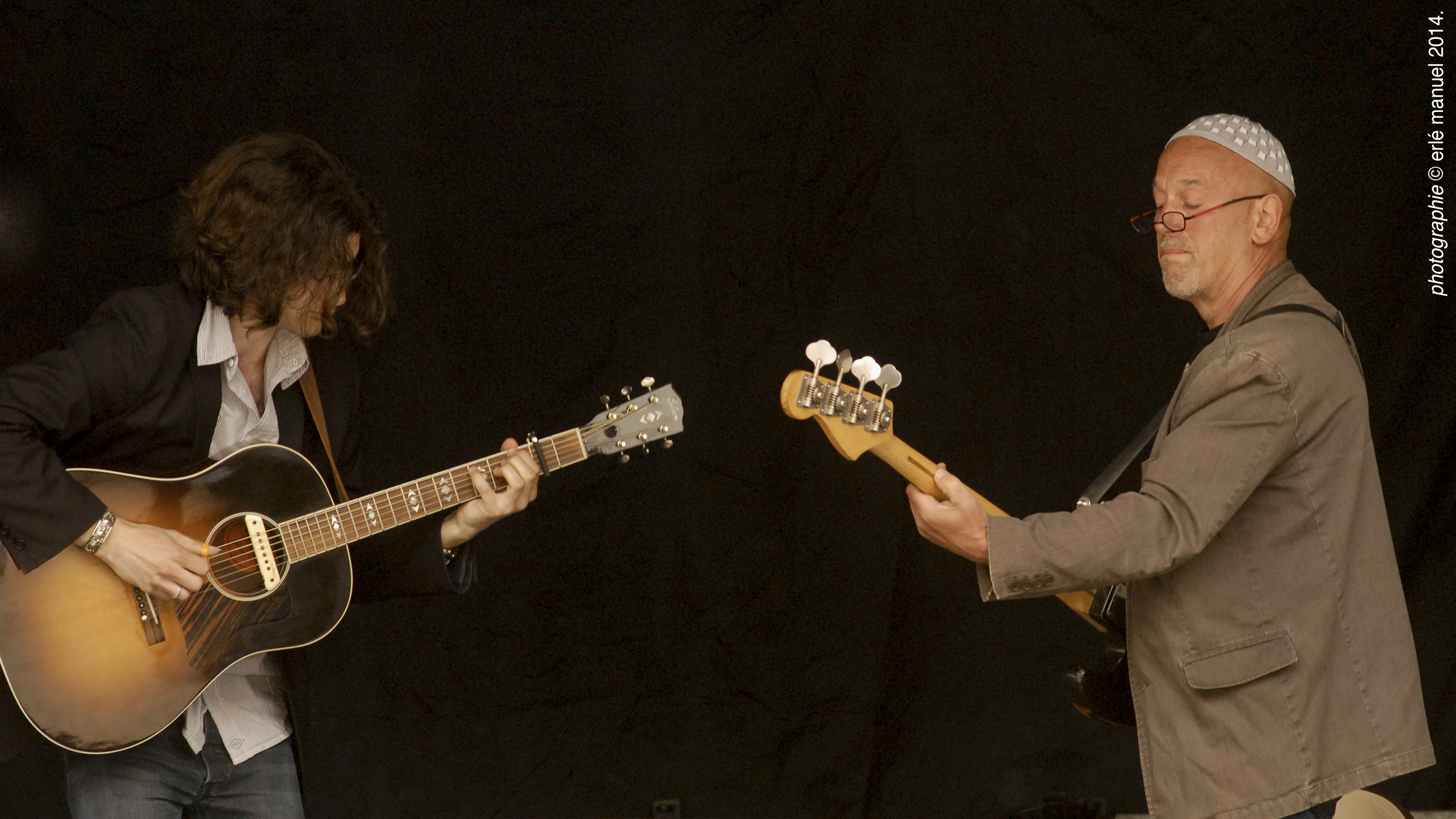
Arthur Manuel et Mars en 2014.

Ayant mis un terme à l'Héritage des Celtes, Dan Ar Braz sort À toi et ceux et reforme une équipe « à taille humaine », dont font partie Marcel Aubé et le batteur Matthieu Rabaté (tous deux ayant par ailleurs accompagné Zazie et Étienne Daho), pour une tournée française à partir de 2004. En 2007, il accompagne à nouveau Dan Ar Braz, en studio et sur scène, pour son album Les Perches du Nil et il intervient sur un titre de l'album Saison 5 du groupe IAM.
Installé en presqu'île de Crozon, dans le Finistère, il conçoit de nouvelles vièles chinoises et de la musique instrumentale afin d'aboutir à l'enregistrement d'un nouvel album. Entre 2012 et 2014, il accompagne avec son fils Thomas le jeune guitariste folk breton Arthur Manuel. En 2014, il enregistre en studio sur l'album La Barque ailée du groupe Seven Reizh.

## Discographie

### Albums personnels
- 2006 : Dragonfly (Le Maquis)

### AvecÉtienne Daho

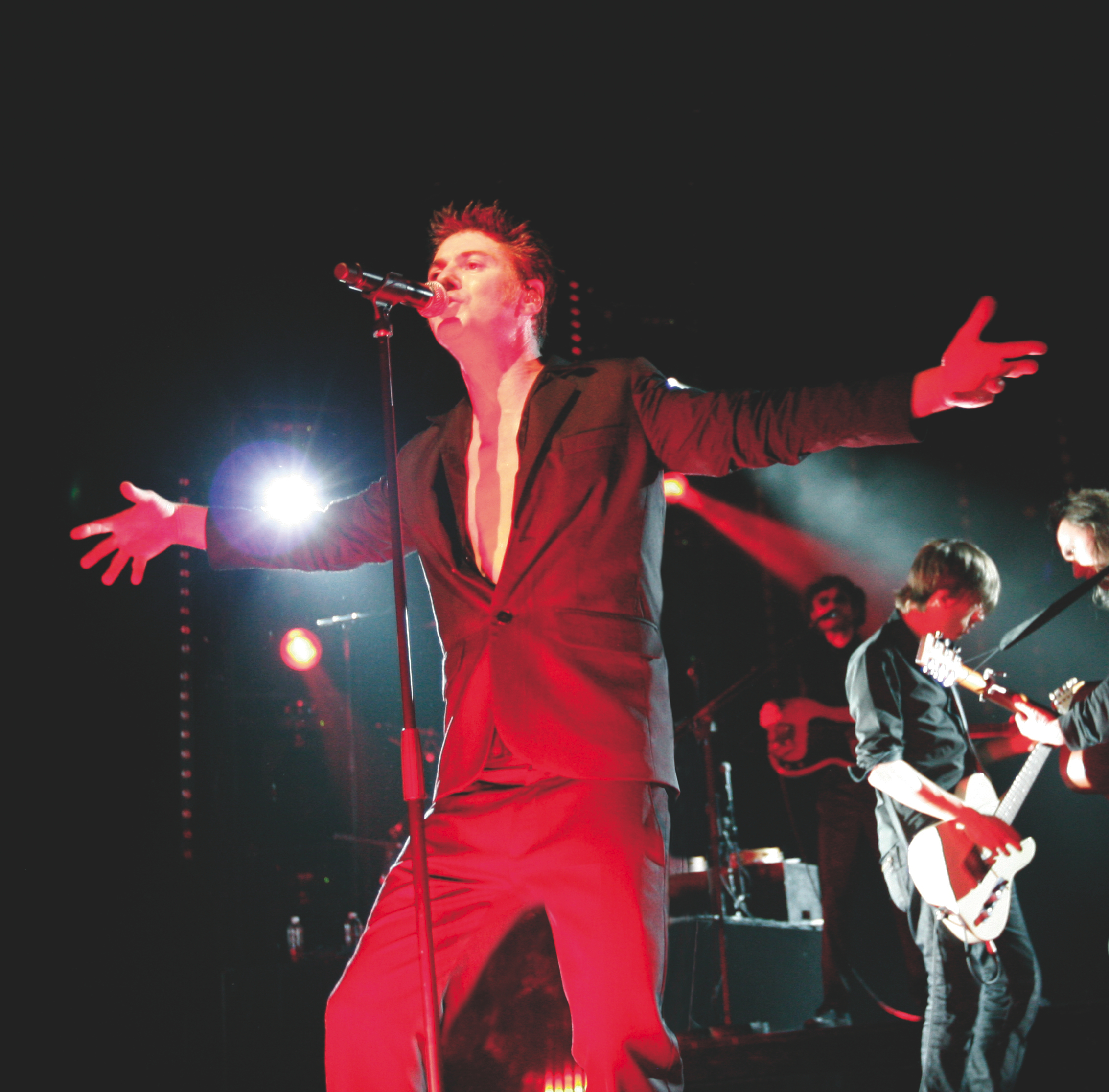
Etienne Daho à l'Olympia

- 1984 : La Notte, la Notte (2e CD 2014)
- 1989 : Caribbean Sea (BO Virgin)
- 1989 : Live ED (Virgin)
- 1991 : Annabelle partagée (BO)
- 1992 : Paris Ailleurs (Virgin)
- 1993 : Mon Manège à moi (single) (Virgin)
- 1993 : 'Daholympia (live) (Virgin)
- 1996 : Éden (Virgin)
- 1998 : Singles (Virgin)
- 2000 : Corps et Armes (Virgin)
- 2001 : Daho Live (Virgin)
- 2011 : Monsieur Daho (EMI)

### AvecLes Valentins
- 1990 : Café des 2 mondes (WEA)
- 1993 : Les Valentins (Barclay)

### AvecHubert Félix Thiéfaine
- 1995 : Paris-Zénith  (Tristar Music)
- 2005 : Scandale mélancolique (titre : That angry man on the pier)

### AvecSylvie Vartan
- 1990 : Quand tu es là (Philips)
- 2010 : Soleil bleu (RCA Victor)

### Autres participations
- 1991 : Des Fleurs pour un Caméléon - Lio (Polydor)
- 1994 : Friday  - Bruno Green (Silent Records)
- 1995 : Genre Humain - Brigitte Fontaine (Virgin)
- 1995 : Atao  - Frank Darcel (Kerig)
- 1999 : Cosmopolite - Patrick Cany (basse et vièle)[18]
- 2000 : Back to Breizh - Alan Stivell (Disques Dreyfus)
- 2001 : Parcours - Alan Stivell (Pathé)
- 2003 : Remixes - Mylène Farmer (titre : Je t'aime mélancolie)
- 2003 : Ze Live !! - Zazie (Mercury)
- 2003 : Sarac'h - Denez Prigent (Barclay, titre : An hini a garan)
- 2004 : Cru - Seu Jorge (Naïve)
- 2004 : Les Paravents Chinois - Daniel Lavoie (Mercury)
- 2007 : Saison 5 - IAM (Polydor, titre : Le style de l'homme libre)
- 2007 : Les Perches du Nil - Dan Ar Braz (Sony BMG)
- 2008 : Mystie et Dagobert en Chine - Sylvie Crivellaro et Daniel Givone (Dehline)
- 2011 : Taÿfa & Bagad Cap Caval (invité sur le live)
- 2015 : La Barque ailée - Seven Reizh[19]
- 2018 : L'Albatros - Seven Reizh

### Compilations
- 2007 : La nouvelle chanson française, vol. 5
- 2008 : Wadan (titre : Retour à l'être aimé)